# Pycnoclavella communis
Pycnoclavella communis is een zakpijpensoort uit de familie van de Pycnoclavellidae. De wetenschappelijke naam van de soort is voor het eerst geldig gepubliceerd in 2007 door Pérez-Portela, Duran & Turon.